# Anna Canalis di Cumiana
Anna Canalis di Cumiana (Torino, 23 aprile 1680 – Pinerolo, 13 aprile 1769) fu la moglie morganatica di Vittorio Amedeo II di Savoia e marchesa di Spigno.

## La vita a corte
Anna Carlotta Teresa Canalis di Cumiana nacque a Torino nell'aprile del 1680 da Francesco Maurizio Canalis, Conte di Cumiana e dalla moglie Monica Francesca San Martino d'Agliè. Anna venne educata presso le suore del convento della Visitazione di Torino e fu introdotta nel 1695 presso la corte di Casa Savoia, lì fu nominata dama di compagnia di Maria Giovanna Battista di Savoia, madre del regnante Vittorio Amedeo II di Savoia.
Il 21 aprile 1703 sposò Ignazio Francesco Novarina conte di San Sebastiano dal quale ebbe sette figli, il matrimonio fu voluto da Maria Giovanna in persona che, avendo Anna entro la propria corte personale, poté accorgersi del fatto che il figlio guardava alla giovane dama ancora nubile. Il primo figlio della coppia venne da molti ritenuto come figlio di Vittorio Amedeo, ma il marito lo riconobbe come proprio. Durante la permanenza a corte Anna fu la confidente del re al posto della sua legittima moglie Anna Maria di Orléans e solo nel 1723 ella lasciò la corte torinese al seguito del marito che in essa aveva compiuto una buona carriera. La sua lontananza durò poco, il 25 settembre 1724 Ignazio morì lasciandola vedova in una relativa scarsità di mezzi, Vittorio Amedeo la richiamò dunque a corte nominandola dama di compagnia di Polissena d'Assia-Rheinfels-Rotenburg, moglie di Carlo Emanuele III di Savoia, il principe ereditario.

## Il matrimonio morganatico
Nell'agosto del 1728 la regina Anna Maria morì dopo una serie di attacchi cardiaci e il 12 agosto del 1730 nella Cappella Reale di Torino Vittorio Amedeo sposò Anna con un matrimonio morganatico dopo aver ottenuto il permesso da Papa Clemente XIII. Anna era ancora bella a dispetto dei suoi quasi cinquant'anni e come dono di nozze Vittorio Amedeo la creò marchesa di Spigno, un paese che era stato un feudo del Sacro Romano Impero e che era stato preso in bottino dai Savoia dopo la guerra di successione spagnola e che prima era appartenuto a un fratello illegittimo del re.
La coppia rese pubblico il proprio matrimonio nel mese di settembre con grande costernazione della corte. Nella stessa circostanza, il re annunciò anche la propria intenzione di abdicare, cosa che fece subito dopo nel Castello di Rivoli, lasciando il trono al secondogenito Carlo Emanuele che era subentrato al fratello maggiore Vittorio Amedeo di Savoia (1699-1715).
I coniugi presero quindi residenza al Castello di Chambéry portando con sé una piccola quantità di servitori. L'anno dopo Vittorio Amedeo fu colpito da un Ictus e comunicò al figlio la volontà di tornare sul trono. Carlo Emanuele reagì arrestandolo e portandolo al Castello di Rivoli, mentre Anna venne portata ad una casa per prostitute che si erano ravvedute presso il Castello di Ceva e solo dopo le fu concesso di tornare a Rivoli insieme al marito. Forse per la malattia Vittorio Amedeo non prese bene il ricongiungimento e la accusò violentemente di essere la causa di tutte le sue sfortune.
 Vittorio Amedeo, tenuto prigioniero presso il Castello di Rivoli morì a Moncalieri nel settembre del 1732 e Anna fu portata al Convento della Visitazione di Pinerolo dove morì nel 1769 e fu sepolta in una tomba senza lapide.

## Discendenza
- Paola Novarina (nata nel 1708)
- Paolo Federico Novarina (nato nel 1710)
- Carlo Novarina (nato nel 1711)
- Giacinta Novarina (nata nel 1712)
- Clara Novarina (nata nel 1714)
- Pietro Novarina, Marchese di Spigno (nato nel 1715)
- Luigi Novarina (nato nel 1718)
- Biagio Novarina (nato nel 1722)